# Істпрофи
Істпрофи, Комісії з вивчення історії профспілкового руху в Україні — науково-дослідні установи, що мали досліджувати «більшовицьку історію профспілкового руху». Істпроф в УСРР заснований 29 січня 1925 при культурному відділі Всеукраїнської ради професійних спілок як філія Істпрофу ВЦРПС. Мав спеціальні комісії та відділи при ЦК професійних спілок; уповноважених при обласних, губернських, фабричних і заводських радах професійних спілок у Харкові, Одесі, Катеринославі (нині м. Дніпро) й Артемівську; громадські групи сприяння в інших губерніях України. Діяв під адміністративним наглядом Академічного відділу НКВС УСРР. Науково-дослідну роботу узгоджував з Істпартом ЦК КП(б)У (див. Істпарти). Збирав і публікував матеріали про робітничий і профспілковий рух; організовував архів та музеї праці; готував та рецензував наукові праці з історії профспілкового руху. Співпрацював з Центральним архівним управлінням, Архівом революції, краєзнавчими товариствами. Тимчасово припинив роботу 1926. Ліквідований 1930. Його роботу продовжила одна з підсекцій в Інституті історії партії і Жовтневої революції (див. Інститут історії партії при ЦК Компартії України – філіал Інституту марксизму-ленінізму при ЦК КПРС).